# Hannelore Thiel
Hannelore Thiel, geb. Hoffmann, später verheiratete Kehrberg (* 30. Oktober 1924 in Berlin; † 1998), war eine deutsche Widerstandskämpferin gegen den Nationalsozialismus.

## Leben
Hannelore Thiel wurde in Berlin als Tochter des Regierungsrates im Finanzamt Hermann Hoffmann und seiner Frau Hannah geboren. Bis 1934 besuchte sie eine Volksschule, kam dann an das Fontane-Lyzeum nach Berlin-Friedenau. Nach dem Pflichtjahr als Hausmädchen begann sie eine Ausbildung als technische Zeichnerin bei der Firma Koch&Kienzle, die sie nicht abschloss. Ab 1940 war sie als technische Zeichnerin bei Hildebrandt-Hallenbetrieb angestellt. Im Frühjahr 1940 lernte sie Fritz Thiel kennen und kam über ihn in Kontakt u. a. mit John Rittmeister. Über die Aktivitäten im Widerstand war sie in dieser Zeit mit Liane Berkowitz, Friedrich Rehmer und Otto Gollnow verbunden. Im Winter 1941/42 wurden die Kontakte intensiver und sie traf gelegentlich u. a. auf Harro Schulze-Boysen und Johannes Graudenz. Als Schulze-Boysen und Thiel eine Protestaktion gegen die Propagandaausstellung Das Sowjetparadies im Berliner Lustgarten organisierten und hierfür kleine Zettel in der Stadt verteilt wurden, übernahmen dies Thiel und Rosemarie Terwiel. Hannelore Thiel war zwar an der Vorbereitung beteiligt, klebte aber nicht selber, was ihr später die Todesstrafe ersparte.
Wegen einer drohenden Verhaftung brachte sie am 11. September 1942 ein Funkgerät versteckt in einem Kinderwagen zu Helmut Himpel und Terwiel. Fünf Tage später wurde Thiel gemeinsam mit ihrem Ehemann (mit der Verhaftung von Schulze-Boysen hatte eine Verhaftungswelle begonnen) in ihrer Wohnung verhaftet und kam in das Polizeipräsidium Berlin-Alexanderplatz. Gemeinsam u. a. mit Ursula Goetze, Gollnow, Berkowitz und Eva Rittmeister wurde sie vor dem Reichskriegsgericht (RKG) angeklagt. Die Thiels hatten während der Vernehmung Goetze belastet. Am 18. Januar 1943 wurde Thiel vom RKG wegen Beihilfe zur Vorbereitung zum Hochverrat und zur Feindbegünstigung zu sechs Jahren Haft verurteilt. Fritz Thiel wurde, wie Goetze, Gollnow und Berkowitz, zum Tode verurteilt und am 13. Mai 1943 in Berlin-Plötzensee hingerichtet.
Ab dem 16. April 1943 war Hannelore Thiel im Gerichtsgefängnis Berlin-Charlottenburg und ab 24. April 1943 im Frauenjugendgefängnis Berlin-Lichtenberg inhaftiert. Die Haft wurde am 18. April 1943 auf drei Jahre verkürzt. Bis November 1943 war sie im Untersuchungsgefängnis Berlin-Moabit, anschließend kurz im Frauengefängnis Berlin-Friedrichshain. Ende 1943 wurde sie dem Fabrikkommando des KZ Ravensbrück überstellt und kam in das Arbeitslager Rathenow nach Brandenburg. Hier wurde sie am 24. April 1945 von der Roten Armee befreit.
Am 12. Mai 1945 kehrte sie nach Berlin zurück und war dort bis zu ihrem Ausscheiden aus gesundheitlichen Gründen 1948 als Lehrerin für Geschichte und Deutsch tätig. Anschließend konnte sie keinen Beruf mehr ausüben.
Ab 26. Januar 1942 war sie mit Fritz Thiel verheiratet und hatte mit ihm einen Sohn (* 25. Mai 1942, † 1996).